# Pfarrkirche Hafnerbach

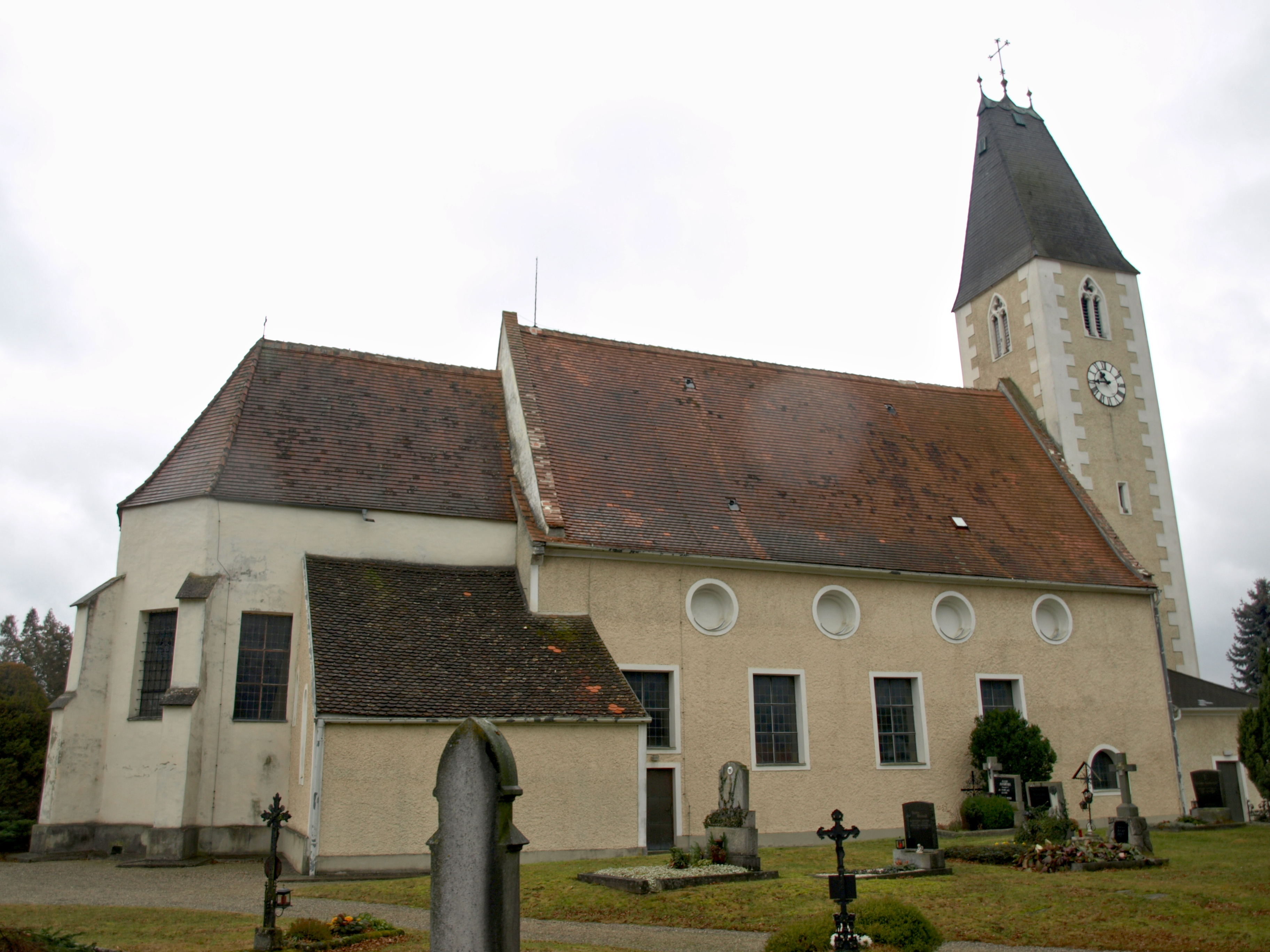
Pfarrkirche hl. Zeno in Hafnerbach

Die römisch-katholische Pfarrkirche Hafnerbach (Patrozinium: hl. Zeno) gehört zum Dekanat Melk in der Diözese St. Pölten. Die Pfarrkirche und die Ummauerung des ehemaligen Friedhofes stehen unter Denkmalschutz. Der Ort Hafnerbach befindet sich in der gleichnamigen Marktgemeinde in Niederösterreich. 

## Geschichte
1248 wurde die Kirche urkundlich als Filiale von St. Pölten genannt und 1260 zur Pfarrkirche erhoben. 1361 wurde die Kirche durch Tausch landesfürstlich. 1529 entstanden Schäden durch die Türken. Mit 1633 gehört die Kirche zur Herrschaft Hohenegg. Seit 1675 dient die Kirche als Grablege der Herren von Hohenegg und seit 1845 als Grablege der Familie Montecuccoli.
Die romanische Kirche aus dem 13. Jahrhundert mit einem Langhaus und Chor hat südwestlich des Chores eine Sakristei angebaut, die wohl ursprünglich ein eigener Baukörper (als Karner oder Rundkirche mit einer Apsis) über einem hufeisenförmigen Grundriss war. Der vorgestellte Turm im Norden wurde um 1400 erbaut. Am Turm entstand um 1600 nach der Vermauerung der Seiteneingänge des Langhauses ein Anbau einer Vorhalle, welcher heute als Aufgang zur Orgelempore dient. Die Sakristei mit Oratorium nordöstlich des Chores wurde Ende des 17. Jahrhunderts angebaut.

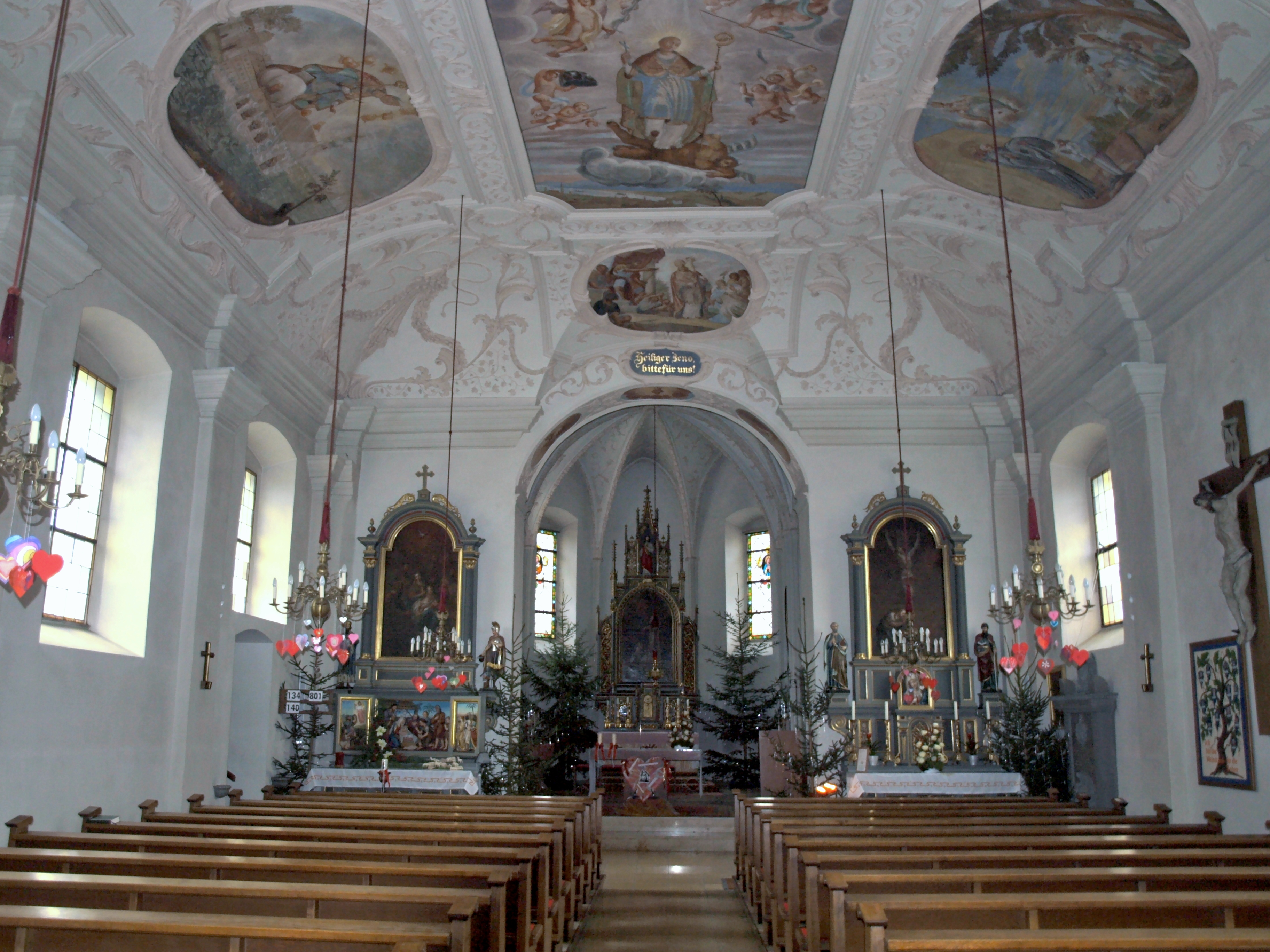
Blick zum Hochaltar

## Ausstattung
Den neugotischen Hochaltar mit neobarocken Elementen bauten 1881 Josef Kepplinger mit Ferdinand Andri. Das Hochaltarbild hl. Zeno malte Johann Wetzl (1798). Im Aufsatz ist eine Statuette Herz Jesu aus dem Ende des 19. Jahrhunderts. Der Tabernakel ist neugotisch. Die neobarocken Seitenaltäre baute 1891 Ferdinand Stufflesser und zeigen links das Altarblatt Heilige Sippe und rechts das Altarblatt Kreuzigung mit Maria Magdalena des Malers Martin Johann Schmidt (1800), links flankiert von den Statuetten Leopold und Florian und rechts flankiert von den Statuetten Peter und Paul aus den Ende des 19. Jahrhunderts.

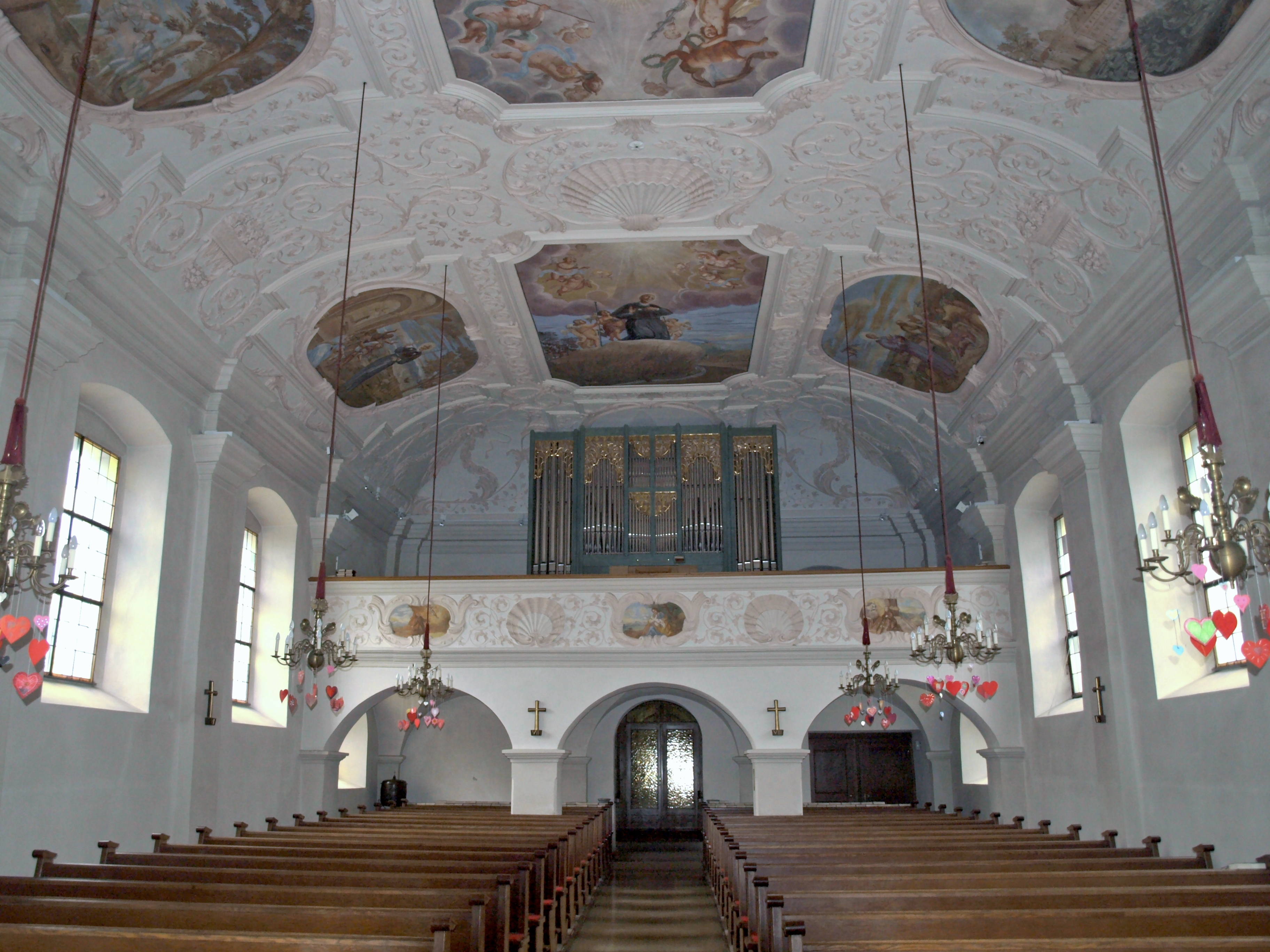
Blick zur Orgelempore

Es gibt ein monumentales Kruzifix mit dem Corpus aus dem 18. Jahrhundert. Es gibt einen bemerkenswerten 11-eckigen spätgotischen Taufstein aus Marmor mit einem kupfernen Becken mit der Angabe 1686 mit einer neobarocken Aufsatzgruppe Taufe Christi von Ferdinand Stufflesser aus dem Ende des 19. Jahrhunderts.
Die Orgel mit 19 Registern auf zwei Manualen und Pedal baute 2001 Martin Pflüger aus Feldkirch, Vorarlberg. Eine Glocke goss Balthasar Heroldt (1682).